# Leucania minor
Leucania minor là một loài bướm đêm trong họ Noctuidae.